# 쥬드 (음악 그룹)

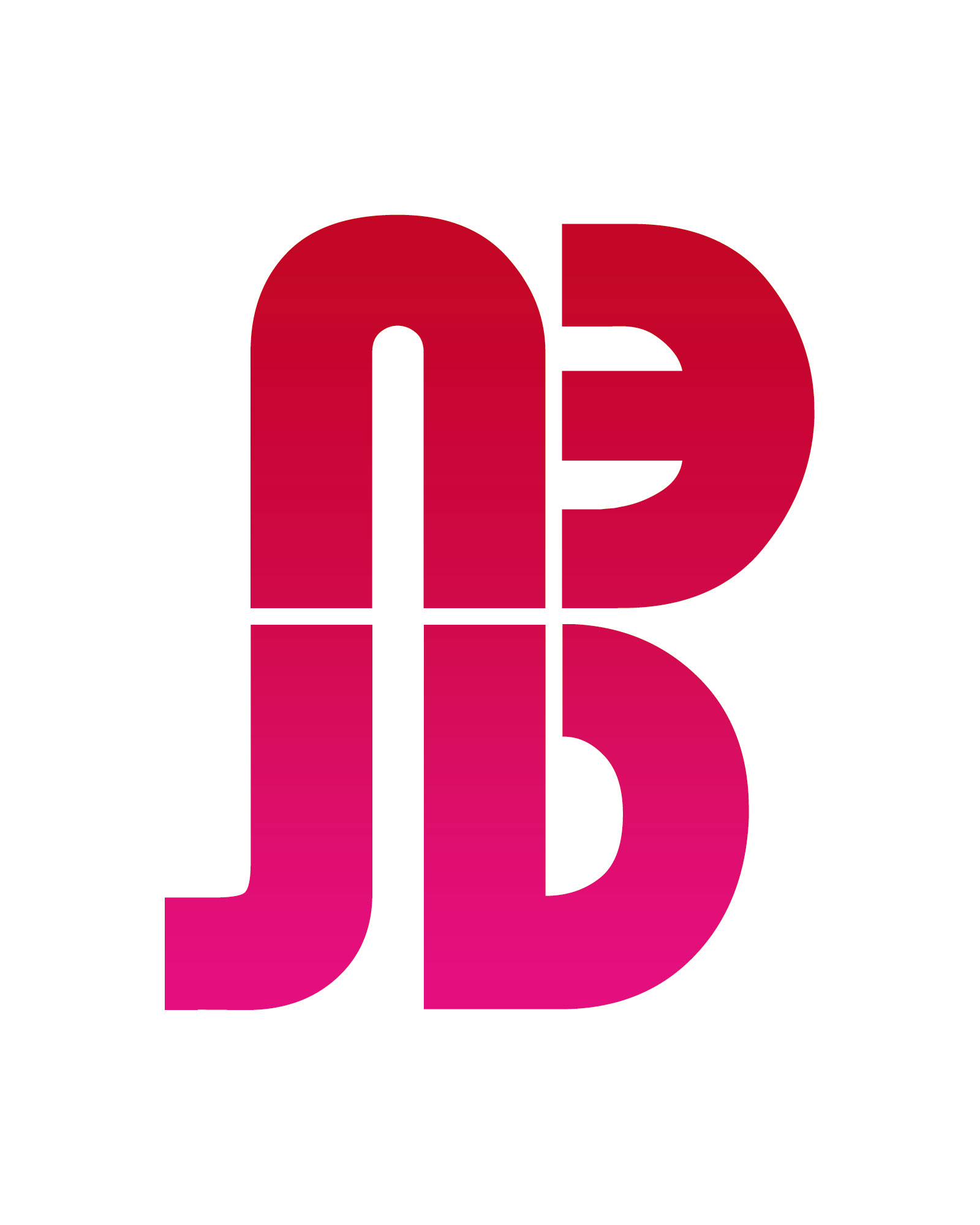
쥬드 로고

쥬드(JUDE)는 대한민국의 모던 록 밴드이다. 2002년 1집 앨범 [Jude Life]로 데뷔하였다. 비틀즈의 곡 "Hey, Jude"에서 그 밴드명을 따왔다. 밴드명에 특별한 의미는 없으나, 비틀즈와 같은 시대와 유행을 초월한 멜로디컬하고 감성적인 음악을 하고자 쥬드(JUDE)라 정하였다.

## 멤버
- 이상 (보컬/A.기타)
- 김종군 (기타)
- 황경준 (베이스)
- 홍성률 (드럼)
- 오현주 (건반)

## 음반 목록

### 정규 음반
- 2002년 《JUDE LIFE》

### 디지털 싱글
- 2004년 《햇살 가득한 오후》
- 2024년 《별빛주행》

### 미니 음반
- 2005년 《4 Years》
- 2012년 《Oh! Darling》